# Lupus eritematós sistèmic
El lupus eritematós sistèmic (LES) és una malaltia autoimmunitària crònica. En els casos de lupus, el sistema immunitari ataca les cèl·lules i els teixits, produint inflamació dolorosa a causa de la unió d'autoanticossos a les cèl·lules dels diferents sistemes corporals, la qual provoca el dipòsit de complexos antigen-anticòs en el nucli cel·lular i la subsegüent opsonització fagocitària. El lupus pot afectar qualsevol part de l'organisme, encara que els llocs més freqüents són el cor, les articulacions, el sistema musculoesquelètic, la pell, els pulmons i la pleura, els vasos sanguinis, el fetge, els ronyons i el sistema nerviós perifèric i central. El curs de la malaltia és impredictible, amb alternança de períodes de crisi i de remissió. El lupus és més habitual en dones i les primeres manifestacions de la malaltia s'observen sovint entre els 15 i els 45 anys.
En els nounats és una afecció força inusual, resultat del pas transplacentari de autoanticossos materns al fetus, sobretot dels tipus anti-Ro i anti-La. La incidència estimada del lupus neonatal és d'entre 1/10.000 i 1/20.000 nens nascuts vius. Generalment, la simptomatologia cutània té bon pronòstic i tendeix a desaparèixer amb el temps. Quan hi ha compromís del sistema de conducció cardíac del nadó pot ser necessari implantar un marcapassos. Una complicació gairebé excepcional d'aquest tipus de lupus és la pneumonitis.
Per ara el LES no té cura i els símptomes es tracten principalment amb corticoesteroides, antimalàrics com la hidroxicloroquina i immunosupressors. Els casos d'inici tardà són els que tenen pitjor pronòstic. Hi ha programes específics d'activitat física que milloren la qualitat de vida dels malalts de LES.

## Signes i símptomes

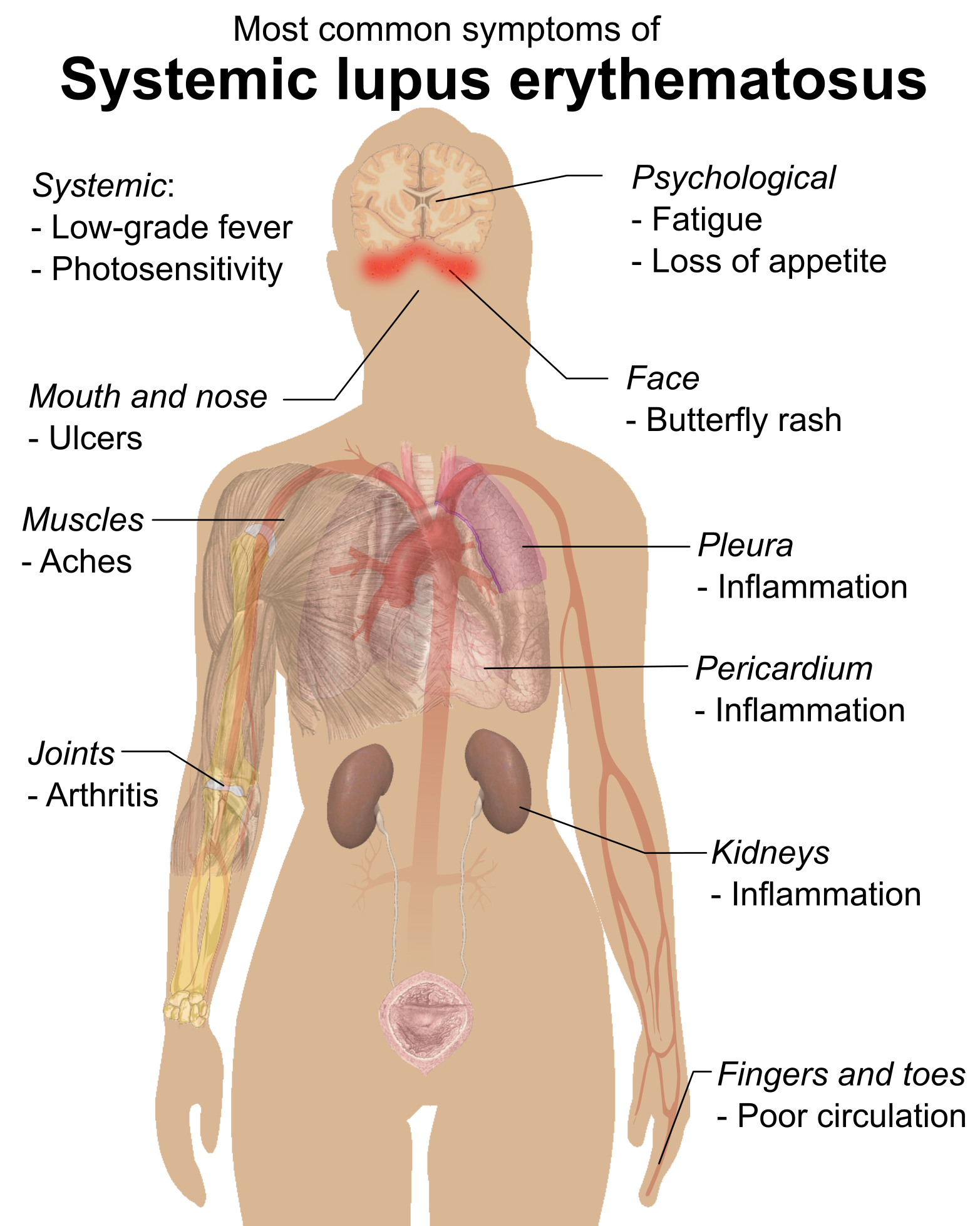
Símptomes comuns de lupus

El LES és una de les diverses malalties conegudes com a «grans imitadores» perquè sovint imita o es confon amb altres malalties. La diagnosi diferencial d'aquesta patologia és difícil, atès que els símptomes del LES varien àmpliament i van i venen de forma impredictible, la qual cosa en dificulta el diagnòstic correcte. Hi ha pacients que pateixen símptomes inespecífics i sense causa aparent durant anys. A banda dels criteris clínics, el diagnòstic de LES es basa en la determinació del títol d'anticossos antinuclears (1:40 o més) mitjançant immunofluorescència o una prova similar. En certs casos, davant l'aparició d'un exsudat pleural eosinofílic d'origen incert, la presència de cèl·lules de Hargraves en una simple citologia directa és altament indicativa de la malaltia.
S'ha suggerit que el LES d'inici precoç no és una sola malaltia, sinó un grup heterogeni de diferents defectes monogènics amb susceptibilitat a les infeccions i capaç d'involucrar diferents òrgans.
L'afectació de l'aparell locomotor és gairebé una constant en el LES. Un 95 per cent dels individus amb aquesta malaltia refereixen artràlgies d'intensitat variable. Els fenòmens artrítics solen estar localitzats a les petites articulacions seguint un patró bilateral i moltes vegades són recurrents. Eventualment, pot aparèixer una artropatia de Jaccoud, una reticulohistiocitosi multicèntrica o una osteonecrosi, la qual cursa amb freqúència de manera asimptomàtica. Els individus amb artritis són més proclius a patir algun tipus de miositis inflamatòria que els que no la presenten. La incidència general d'aquest trastorn muscular en el LES és baixa i sol solapar-se amb altres símptomes de la malaltia passant fàcilment desapercebut.
Aproximadament, un 50 per cent de les persones amb LES desenvolupen algun tipus de trastorn cardíac. La miocarditis és una de les complicacions poc habituals i de vegades fatal, del lupus. Adesiara, el LES debuta amb una pericarditis constrictiva, una insuficiència cardíaca o un tamponament cardíac. No és rar que els afectats per aquest trastorn autoimmunitari sofreixin un infart agut de miocardi alguns anys després del diagnòstic de la malaltia.
Una de les condicions més serioses i comunes provocades pel LES és la nefritis lúpica (NL). En la patogènesi d'aquesta particular glomerulonefritis participen el dipòsit d'immunocomplexes, l'activació del complement, limfòcits B, T i múltiples citocines, incloent les IL-6, IL-10, IL-12, IL-17 i TNF-α. El seu curs és molt heterogeni i pot oscil·lar entre discretes alteracions del sediment urinari a malaltia renal crònica extrema. Segons els diferents patrons histopatològics de les lesions glomerulars que provoca, la NL es classifica en sis categories. Els subjectes amb NL tenen un alt risc de patir hiperhomocisteïnèmia i requereixen un control analític regular dirigit a evitar fenòmens d'ateroesclerosi accelerada administrant quan cal l'oportuna medicació. La limfohistiocitosi hemofagocítica secundària és una rara i greu complicació de la NL. La glomerulopatia per invaginació podocitària es una altra malaltia renal molt infreqüent del LES.
En un considerable nombre de casos el lupus cursa amb manifestacions neuropsiquiàtriques de característiques molt diverses; entre elles alteracions cognitives, cefalea, trets psicòtics, anorèxia nerviosa, angoixa greu, trastorns de l'estat d'ànim, esquizofrènia, corea, catatonia, epilèpsia del lòbul temporal, amnèsia, anomalies conductuals, convulsions, trastorns de la marxa, meningitis asèptica o neuropatia perifèrica. Una de les principals causes de mort entre els afectats pel LES és la meningitis criptocòccica.
Més d'un terç dels malalts amb LES sofreixen anomalies oculars, les quals poden afectar quasi totes les estructures de l'ull i de les vies visuals (parpelles, òrbita, úvea, conjuntiva, sistema lacrimal, cristal·lí, fibres nervioses de la còrnia, vasos de la retina i nervis cranials). La retinopatia degenerativa i la síndrome de l'ull sec són les afeccions d'aquesta índole predominants.
Els problemes dermatològics derivats del LES són molts. Entre els més coneguts és poden destacar el fenomen de Raynaud, l'alopècia areata i la panniculitis. Poques vegades s'ha descrit l'associació de LES i anetodèrmia (un trastorn elastolític cutani caracteritzat per àrees circumscrites de pell flàccida a causa d'una disminuciò de la quantitat de fibres elàstiques dèrmiques) o la de perniosi lúpica, lupus discoide i LES. La concurrència simultània de LES i piodèrmia gangrenosa és molt rara. La síndrome de Rowell és una entitat clínica controvertida que consisteix en l'aparició de lesions cutànies similars a les del eritema multiforme, ocasionalment recurrents i exacerbades per l'exposició a la llum solar, en un individu amb LES. La coexistència en un mateix individu de lupus eritematós túmid (una variant poc comuna de lupus eritematós cutani crònic) i LES, d'arteritis de cèl·lules gegants extracranial i LES o la comorbiditat de miastènia greu i LES són fets inhabituals.
No és corrent l'afectació del budell prim pel LES, però en escasses ocasions l'enteritis constitueix la seva simptomatologia inicial o predominant. Altres complicacions gastrointestinals greus de la malaltia són la insuficiència hepàtica, la cirrosi hepàtica primària, el càncer gàstric, l'enteropatia amb pèrdua de proteïnes, la pancreatitis aguda i la vasculitis mesentèrica.
Es coneix des de fa anys l'associació existent entre el LES i certes patologies tiroïdals, entre elles el càncer. Alguns experts creuen que la medicació antireumàtica emprada per tractar el LES, a més de l'existència de factors autoimmunitaris comuns, podria ser un dels elements relacionats amb aquest vincle.
De forma infreqüent la primera o la principal manifestació del LES és una vasculitis granulomatosa cutània, una neuropatia òptica isquèmica aguda complicada amb neuromielitis òptica, una síndrome de Lyell (necròlisi epidèrmica tòxica), una hipoacùsia neurosensorial, un ictus cerebral isquèmic, una síndrome de Guillain-Barré, una mielopatia, una síndrome de Tolosa-Hunt, una síndrome d'Evans, una dermatitis granulomatosa neutrofílica en pallisada, una hemosiderosi pulmonar infantil, una diarrea crònica, una miopatia sense elevació del nivell de CK, una amiotròfia amb debilitat muscular progressiva durant la gestació, una mielitis amb afectació de tota la medul·la espinal i el con medul·lar, una mielitis transversa, una vasculitis bilateral de la retina, una apendicitis aguda, una pneumonitis aguda lúpica, una hemorràgia alveolar difusa, una angiopatia de Moyamoya (un trastorn vascular criptogènic caracteritzat per l'oclusió espontània d'un vas major del polígon de Willis), una mielofibrosi autoimmunitària, una poliradiculoneuritis (un tipus de neuropatia axonal sensomotora) aguda greu, uns episodis de mania, una sèpsia, una endocarditis de Libman-Sacks, una peritonitis, una gangrena dels dits o una infecció per citomegalovirus, la qual en certes ocasions pot anar acompanyada de nefritis i síndrome hemofagocítica. Rares vegades, el lupus debuta amb una síndrome hemofagocítica sense cap procés infecciós previ associat o durant el seu curs clínic apareixen calcificacions esplèniques difuses.
El tabaquisme és un factor que influeix negativament en l'evolució clínica i la prognosi a llarg termini de la malaltia. Augmenta la gravetat de les complicacions cardiovasculars i dels trastorns cutanis. L'aparició d'una limfadenitis cervical tuberculosa em una persona jove amb LES és un fenomen insòlit, que té el seu origen en el precari estat immunitari causat per la malaltia i el tractament immunosupressor a llarg termini prescrit al pacient.
S'ha observat que els individus amb LES tenen un notable risc de desenvolupar determinats càncers, especialment limfoma no hodgkinià, i limfoma de Hodgkin (tres vegades més que la població general), mieloma múltiple, càncer de fetge (dues vegades més) i càncer de tiroide. El fet és atribuïble al dany originat pels autoanticossos en l'ADN cel·lular.

## Etimologia
L'origen del nom es desconeix, el terme lupus deriva del nom llatí per a "llop", tal vegada a causa d'una basta similitud entre l'erupció facial que presenten alguns dels pacients amb lupus i la cara d'un llop. La malaltia normalment exhibeix -al nas i les galtes- un eritema malar amb forma d'ales de papallona. D'allí «erythro» que deriva del grec ερυθρός, vermell. Se n'ha proposat una explicació encara més estranya que indica que el terme lupus no prové directament del llatí, sinó d'un estil francès de màscara (loup = llop de carnestoltes) que les dones usaven al voltant dels ulls.

## Història
El terme lupus ja el feia servir el metge del segle xii Rogerius, qui el va utilitzar per a descriure l'eritema malar clàssic. Laurent-Théodore Biett (1781–1840), un metge d'origen suís format a París, es referí a ell com érythème centrifuge en els seus escrits. El dermatòleg francès Cazenave fou qui anomenà la malaltia per primera vegada lupus érythémateux, en un article publicat el 1850 i va observar que s'exacerbava amb la calor, el fred, la proximitat al foc i l'acció directa de l'aire. Una altra fita fou l'any 1872, quan el metge hongarès Móric Kaposi va reconèixer la naturalesa sistèmica de la malaltia partint de les observacions fetes pel seu sogre, el dermatòleg Ferdinand von Hebra. Al tercer volum de l'obra On Diseases of the Skin, Including the Exanthemata, escrit conjuntament per ells dos i publicat el 1874, abunden les explicacions sobre el lupus i apareix classificat com vulgar i sistèmic. A la darrera dècada del segle dinou es van aconseguir importants avenços en la comprensió clínica del LES. William Osler (1849-1919) va donar a conèixer els trets vasculars inflamatoris del lupus i descrigué també una condició associada al LES, que anomenà eritema exudatiu multiforme, en alguns dels seus pacients amb la malaltia. El període modern comença el 1948 amb el descobriment de les cèl·lules del lupus en el moll d'os per Malcolm McCallum Hargraves (encara que des de la generalització de les anàlisis serològiques avençades l'ús d'aquestes cèl·lules com a indicadors de diagnòstic ha estat abandonat en gran part) i es caracteritza pels avanços en el nostre coneixement de la fisiologia i les característiques clíniques i de laboratori de la malaltia, així com els avenços en el tractament. La primera medicació útil per a la malaltia va ser descoberta el 1894, quan es va comprovar científicament el fet que la quinina era una teràpia efectiva. Quatre anys després, l'ús de salicilats en conjunció amb la quinina va demostrar ser encara més beneficiós. Aquest va ser el millor tractament disponible per als pacients fins a mitjan segle vint quan Philip Showalter Hench va descobrir l'eficàcia dels corticoesteroides en el tractament del lupus eritematós sistèmic. Malgrat els efectes beneficiosos que comporta l'ús de corticoesteroides, en certs casos els efectes indesitjats d'aquesta medicació causen més mal que bé als pacients.
Tant en Europa com en els Estats Units, els criteris classificatoris i diagnòstics del LES es van modificar l'any 2019, afegint noves característiques immunològiques de la malaltia i actualitzant els procediments d'algunes proves de serologia.
El 10 de maig va ser declarat com el Dia Mundial del Lupus.

## Epidemiologia
La prevalença en la població general, depenent de la zona, es troba entre 4 i 250 casos per cada 100.000 habitants. El LES pediàtric representa entre un 10-20 per cent de tots els casos. El major nombre de morts entre els pacients amb LES és causat per infeccions i malalties cardiovasculars.
Això no obstant, aquestes estadístiques varien segons el lloc al món: a l'Amèrica del Nord, Àsia i al nord d'Europa afecta 40 de cada 100.000 habitants, però la incidència és major entre la població iberoamericana i afroamericana. També s'han observat diferències pel que fa a la presentació clínica del LES en homes i en dones.
A l'Estat espanyol és una de las malalties reumàtiques sistèmiques més freqüents, té una prevalença estimada de 9 casos/10.000 habitants i una incidència en ascens.
Prop d'un 90 per cent dels casos correspon al grup de dones en edat fèrtil (Relació dona/home: 9/1). A hores d'ara la causa d'aquest fet no està clarament definida, però diversos estudis indiquen que pot ser el resultat d'una combinació de factors cromosòmics (perquè el LES es manifesti en els homes cal una major càrrega acumulativa de gens implicats en el desenvolupament de la malaltia que en les dones), ambientals i hormonals. Se sap que una mutació de guany funcional en el gen que codifica el receptor de senyal TLR7, que està ubicat en el cromosoma sexual X, participa en l'origen del trastorn. Almenys en part i ja que les dones tenen dos cromosomes X, aquesta singular mutació ajuda a entendre el motiu de la disparitat de gènere en el lupus. La disbiosi de la microbiota intestinal també té un paper important en la gènesi del LES.

## Tractament
Els pacients amb LES tenen una gran variabilitat clínica, per la qual cosa el tractament pot ser diferent segons l'afectació dels òrgans i sistemes que presentin i la gravetat d'aquestes manifestacions.

### Tractaments específics

#### Analgèsics i antiinflamatoris
Atès que un dels símptomes més freqüents en el pacient amb LES són les molèsties osteoarticulars -artromiàlgies o artritis-, el tractament de mitjana o curta durada amb antiinflamatoris no esteroidals (AINE) sol alleujar notablement la inflamació i el dolor en episodis en què la malaltia presenta una activitat de lleu a moderada. No obstant això, el tractament excessivament prolongat amb AINE en aquest tipus de pacients està contraindicat perquè pot empitjorar els desperfectes que ja ha fet la malaltia en òrgans com el ronyó o el cor. Per al tractament del dolor, també s'han prescrit analgèsics com els opioides, tot i que estudis més actuals han demostrat la seva falta d’efectivitat, problemes de seguretat que van des d’efectes mèdics adversos fins a sobredosis i risc d’addicció.

#### Antipalúdics o antimalàrics
Els antipalúdics com la hidroxicloroquina són medicaments indicats per tractar la malària parasitària, però també són efectius com a tractament coadjuvant per a mantenir sota control el lupus i combatre’n els símptomes dèrmics i articulars. També s'ha demostrat la seva efectivitat com a anticoagulant per combatre els trastorns trombòtics que a vegades pot causar la malaltia.

#### Corticoides
Els corticoesteroides sintetitzats en laboratoris, com ara la prednisona, constitueixen un dels tractaments més clàssics per als brots moderats i greus del LES. La seva funció supressiva sobre el sistema immunitari aconsegueix reduir amb èxit i en poc temps les exacerbacions descontrolades de la malaltia. Ja que són fàrmacs amb molts efectes secundaris, com ara la miopatia induïda per corticoides, sempre es procura administrar la dosi més baixa en el menor temps possible. Si això no és factible, es poden administrar altres immunosupressors anomenats «estalviadors de la cortisona» per tal de reduir els efectes més indesitjables d’aquesta. En les temporades de remissió del lupus, els corticoides se solen retirar del tot.

#### Immunosupressors
Els immunosupressors són fàrmacs que produeixen la immunosupressió del sistema immunitari. Se solen prescriure en pacients amb brots severs o en pacients en què el tractament amb corticoides no ha resultat efectiu. En els casos d'afectació cerebral o nefritis lúpica proliferativa també han aconseguit resultats esperançadors. Des de finals dels anys 70, la ciclofosfamida és el fàrmac d'elecció per tractar les formes greus del LES, però també existeixen altres immunosupressors amb bons resultats com el metotrexat, l'azatioprina o el micofenolat.

#### Fàrmacs biològics
Ara per ara, el belimumab és l'únic medicament biològic aprovat per l'Administració d'Aliments i Fàrmacs i l'Agència Europea de Medicaments com a teràpia intravenosa indicada en casos de LES que no responen al tractament convencional, exceptuant-ne els pacients que presenten nefritis lúpica i/o compromís seriós del SNC. L'eculizumab s'empra per tractar la microangiopatia trombòtica associada al LES. El tocilizumab ha demostrat ser eficaç en pacients amb LES que pateixen febre alta persistent refractària a l'administració d'antibiòtics i glucocorticoides a dosis elevades. Altres biofàrmacs, com l'abatacept, el telitacicept, l'atacicept, l'abetimus sòdic, el rontalizumab, el tabalumab, el sifalimumab l'anifrolumab, l'ustekinumab l'epratuzumab, l'obinutuzumab, el deucravacitinib o el filgotinib i l'anraplenib, tot i que auguren bons resultats, estan en diferents etapes d'assaig.

#### Teràpia cel·lular
La teràpia amb cèl·lules CAR-T, usada per tractar neoplàsies hematològiques, ha aconseguit una ràpida i duradora remissió de la simptomatologia en casos greus de LES. Avui dia, però, és un mètode costós i no exempt de possibles reaccions adverses serioses.

#### Anticoagulants
Molts pacients amb LES presenten problemes de coagulació importants a través de manifestacions comòrbides com la síndrome antifosfolipídica o la presència d'anticoagulant lúpic a la sang. És comuna la prescripció d'antiagregants plaquetaris com l'aspirina a dosis baixes com a tractament de base. Tot i això, en els casos en què el risc de coagulació és molt elevat -o quan s'han presentat prèviament episodis recurrents de trombosi-, es poden prescriure anticoagulants de més calibre com la warfarina i, fins i tot, la combinació d'aquesta amb l'aspirina.

#### Suplements vitamínics
Tenint en compte que la majoria de pacients amb LES han d'evitar l'exposició directa del sol a la pell, no és irrellevant que la majoria d'ells acabin patint una prevalença elevada de dèficit o insuficiència de vitamina D. Es tracta d'un risc que pot conduir cap a la pèrdua mineral de l'os i facilitar-ne les fractures i també produir un desequilibri immunitari important que augmenta l'activitat del LES, empitjorant així el pronòstic de la malaltia. A més a més, l'ús prolongat dels corticoesteroides com a tractament també pot acabar comportant una pèrdua significativa de la massa òssia. És per això que els suplements de calci i de vitamina D, juntament amb una dieta adequada, són la millor opció per evitar aquestes complicacions.

## Monitoratge de la malaltia
Es recomana avaluar l'activitat del LES cada 15 dies–6 mesos en funció de les dades clíniques, de les proves analítiques i dels tractaments emprats. Per fer-ho, s'han dissenyat diversos barems, que poden ser utilitzats tant en la pràctica clínica com en estudis retrospectius o assajos de nous medicaments. Existeixen múltiples biomarcadors sèrics, plasmàtics i urinaris emprats en la valoració clínica de l'afectació renal de la malaltia (Anti-ENO-1 +, anticromatina), en la seva diagnosi (CXCL4 ↑, BAFF ↑, hiperuricèmia, ratio albúmina/ globulina ↓, IL-10 ↑) o prognosi (ANCAs +, EGF ↓, C9 +), en el seu control històlogic (C1q ↓, IL-16 ↑, CSF-1 ↑) i en el seguiment de la resposta de la persona amb nefritis lúpica al tractament (IL-23 ↓, IL-8 ↓, IL-2R ↓, OPG ↓).